# Швабское зерцало
Швабское зерцало — принятое в истории правоведения условное название немецкого законодательного памятника последней трети XIII века. В рукописях оно чаще всего называется «Landrechtsbuch», «Lehnrechtsbuch», «Kaiserrecht», в первых печатных изданиях — «Spiegel kaiserlichen und gemeinen Landrechts»; название «Швабское зерцало» («Schwäbenspiegel») для его обозначения было введено швейцарским гуманистом Мельхиором Гольдастом в начале XVII века. По мнению Фиккера, было составлено в 1274—1275 годах неким духовным (францисканским) лицом в Аугсбурге, по мнению Роккингера — приблизительно в 1259 году в восточной Франконии или в Бамберге, а до 1265 года было переработано в Вюрцбурге. Всего до настоящего времени сохранилось более 200 его рукописей.
В качестве источников для Швабского зерцала были использованы Библия,  римское и каноническое право, а также Саксонское и Немецкое зерцало. Памятник включает в себя постановления общеземского (Landrecht) и ленного (Lehnrecht) права, игнорируя нормы министериального, сеньорального и городского права. Раздел земского права разделён на три части; первая (в обработанном виде) основана на Немецком зерцале, вторая — на переводе Саксонского зерцала, третья опирается на ряд источников, в том числе новых сравнительно с образцами норм. К числу новых источников, которыми пользовался автор Швабского зерцала, относятся алеманская, баварская и римско-вестготская правды, капитулярии (в собрании Анзегия и Бенедикта), сочинения Давида Аугсбургского, Исидора Севильского, Флавия Иосифа, римское право в изложении одного глоссированного брахилога и особенно «Summa de poenitentia» итальянского канониста XIII века Раймунда Пеннафортского. Значительное внимание в нём уделено Папе римскому и церкви, а также еврейскому вопросу: в частности, имеется отдельная глава, где подробно рассмотрены такие вопросы, как присяга для евреев, покровительство короля над евреями, запрет на применение в отношении евреев насилия, а также проистекающие из канонического права запрет браков между евреями и христианами и благоприятствование крещению евреев. По сравнению с Саксонским зерцалом Швабское в значительно большей степени основано именно на римском праве.
Согласно ЭСБЕ, Швабское зерцало «не выдерживает сравнения с Саксонским: оно многоречиво, неясно, но как источник истории права имеет большое значение и много дает для выяснения различий в юридическом мировоззрении эпохи последних Гогенштауфенов и эпохи Рудольфа Габсбургского». Вместе с тем в своё время оно пользовалось достаточно широкой известностью и распространением в южной Германии, Австрии и Швейцарии, послужив основой для целого ряда более поздних кодексов и вынесения множества судебных решений, было переведено на латинский, французский и (дважды) чешский языки. В XIX веке последовало сразу несколько критических научных изданий памятника, важнейшими из которых являются издания Фридриха фон Лассберга (1840), Вильгельма Вакернагеля (1840) и Генриха Готфрида Филиппа Генглера (1853, второе издание — 1875).